# Гилдхолл
Гилдхолл — здание в лондонском Сити, на протяжении многих лет бывшее резиденцией лорд-мэра.
В период римского правления на этом месте располагался крупнейший в Британии амфитеатр. Нынешнее здание возведено в 1411—1440 годах, при этом до нашего времени сохранились подвалы, относящиеся к более давним временам. Гилдхолл — единственное каменное здание, не являющееся церковью, пережившее Великий пожар 1666 года, хотя его крыша пострадала при этом пожаре и была восстановлена к 1670 году. Восточное крыло в стиле неоготики было достроено в 1778 году Джорджем Дансом и реконструировано в 1910. В 1866 году здание подверглось масштабной реконструкции под руководством Хораса Джонса, в ходе которой был в том числе возвращён первоначальный облик его крыше (она вновь сделана деревянной поверх черепицы). Очередная реконструкция после немецких бомбардировок во время Второй мировой войны была проведена в 1954 году под руководством Гилса Гилберта Скотта.
В настоящее время в здании проводятся различные официальные мероприятия, также здесь размещаются художественная галерея, библиотека и музей часов. Здание связано с легендой о Гоге и Магоге, мифическими гигантами, которые якобы были побеждены Брутом Троянским и доставлены в его дворец, располагавшийся на месте современного Гилдхолла. Впоследствии из дерева были вырезаны 7-футовые статуи гигантов, которые в рамках торжественной процессии ежегодно доставляли к воротам дворца. Сделанные ещё в Средние века статуи были уничтожены во время Великого пожара, их заменили вырезанные в 1704 году из дерева Ричардом Сондерсом. В 1940 году во время пожара, вызванного немецкой бомбардировкой, эти статуи также погибли. Новые статуи были созданы в 1953 году Дэвидом Эвансом по инициативе Джорджа Уилкинсона, бывшего в 1940 году лордом-мэром Лондона и передавших их в дар городу.